# الصحراء المرسومة (جنوب أستراليا)

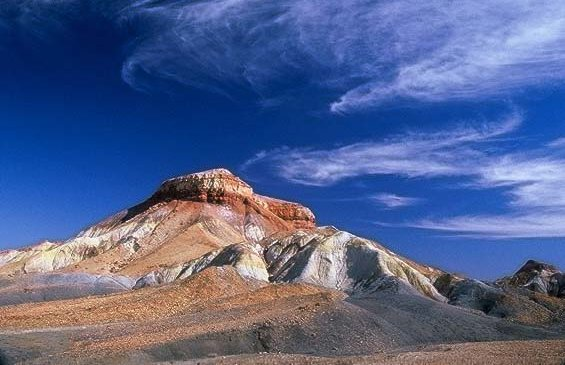
جبل أركارينجا في الصحراء المرسومة

الصحراء المرسومة (بالإنجليزية:Painted Desert ) هي صحراء تقع في جنوب أستراليا، ونشأت قبل أكثر من 80 مليون سنة، وتختلف هذه الصحراء المرسومه عن الصحراء المرسومة في ولاية أريزونا وتشترك معها في تضاريسها المتعددة الألوان. وقد نتجت الصحراء المرسومة في جنوب أستراليا من آثار تآكل بقايا قديمة من داخل بحر عتيق كان في تلك المنطقة ورشح المعادن في التربة، معطيةً عدد لا يحصى من الألوان كما يرى المرء اليوم، يقع نحو الشمال الشرقي من منطقة كوبر بدي، والجدير بالذكر أن الصحراء تملك هضاب مميزة والعديد من الجبال والتكوينات الجيولوجية.
وليس بعيداً من موقع الصحراء المرسومة، وفي الطريق إلى بلدة اودناداتا التي تقع إلى الجنوب من أستراليا، تُرى مساحات واسعة من الأرض مغطاة بمعدن الميكا وهي مجموعة معادن من السيليكات تختص بكونها تتبلور في هيئة طبقات. والمنطقة بأكملها مهجورة وتتكون من صخور لينة وهشة.

## وصلات خارجية
- Wrights Air - official Painted Desert Scenic Flights
- Review of Painted Desert Scenic Flight
- Photo Gallery taken during Painted Desert Scenic Flight by Neerav Bhatt
- Bombs away as painted hills debut
- Discovery of the Painted Hills